# Onthophagus cribratus
Onthophagus cribratus är en skalbaggsart som beskrevs av Lansberge 1883. Onthophagus cribratus ingår i släktet Onthophagus och familjen bladhorningar. Inga underarter finns listade i Catalogue of Life.